# Friedrich Schwarz (Komponist)
Friedrich Schwarz (* 8. Juni 1895 in Berlin; † 23. Juli 1933 in Paris) war ein österreichischer Komponist und Textdichter.

## Leben
Friedrich Schwarz wurde als Sohn des Wiener Journalisten Louis Schwarz auf der Durchreise in Berlin geboren, der Stadt, in der er dann Anfang der 1930er-Jahre seine größten Erfolge als Komponist und Textdichter feierte. Seine Komponistenlaufbahn begann er Anfang der 1920er-Jahre nach dem Umzug von Wien in der deutschen Hauptstadt. Dort studierte er bei Franz Schreker, promovierte und wollte sich vornehmlich der klassischen Musik widmen. Seit Ende der 1920er-Jahre aber hatte er immer häufiger Erfolg mit Schlagern, zu denen er oft auch selbst den Text schrieb. Sehr populär wurden zum Beispiel „Wenn ich die blonde Inge abends nach Hause bringe“, „Ich hab dich einmal geküsst“, das Stimmungslied „Nach Hause gehen wir nicht“ und vor allem der noch heute zu den meistgespielten Evergreens gehörende Hit „Es war einmal ein Musikus“.
1933 musste der jüdisch stämmige Friedrich Schwarz zusammen mit seiner Frau Gina Nivelli (Tochter des Produzenten Max Nivelli) aus Deutschland fliehen. Sein letztes in Deutschland komponiertes Lied „Ich hab‘ kein Heimatland“, von ihm selbst als „jüdischer Tango“ bezeichnet, konnte erst in England von ebenfalls emigrierten Künstlern auf Schellack aufgenommen werden – von Marek Weber mit seinem Orchester und John Hendrik. Über Prag floh Schwarz nach Paris, wo er nach wenigen Wochen unter ungeklärten Umständen in seinem Hotelzimmer ums Leben kam.

## Weblink
- Friedrich Schwarz im Katalog der Deutschen Nationalbibliothek

## Einzelnachweis
1. ↑  Lebensdaten aus: Thomas Jankowski (Friedrich-Schwarz-Archiv): Booklet zur CD „Es war einmal ein Musikus“, NIVO-Musikproduktion, Werdohl, Best.Nr.0002001

| Personendaten    | Personendaten                              |
| ---------------- | ------------------------------------------ |
| NAME             | Schwarz, Friedrich                         |
| KURZBESCHREIBUNG | österreichischer Komponist und Textdichter |
| GEBURTSDATUM     | 8. Juni 1895                               |
| GEBURTSORT       | Berlin                                     |
| STERBEDATUM      | 23. Juli 1933                              |
| STERBEORT        | Paris                                      |